# 옥에오
옥에오(베트남어: Óc Eo)는 베트남 남부 안장성의 토아이선현 옥에오 시진에 있는 유적지이다. 메콩강 삼각주에 위치한, 옥에오는 기원전 2세기부터 서기 12세기까지 부남의 붐비는 항구였고 고대 그리스와 고대 로마 시대에 카티가라라고 알려진 항구일 수 있다.
학자들은 고고학 발굴을 통해 옥에오에서 출토된 유물들로 대표되는 메콩강 삼각주의 문화를 나타내기 위해 옥에오 문화라는 용어를 사용한다.

## 유적 위치

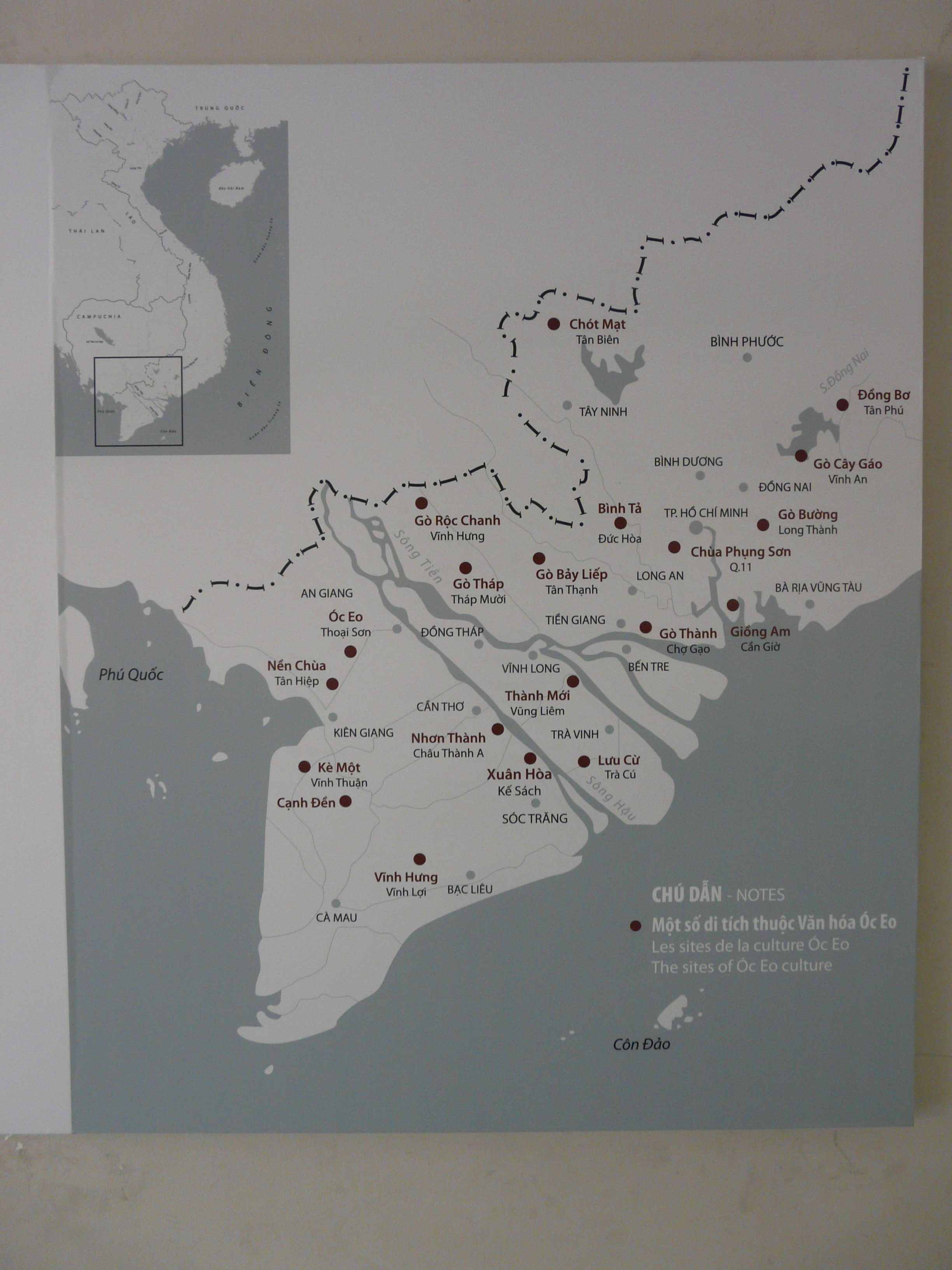
옥에오 문화과 관련뇐 유적지의 위치를 나타내는 지도 (호치민시 베트남사 박물관에 소장)

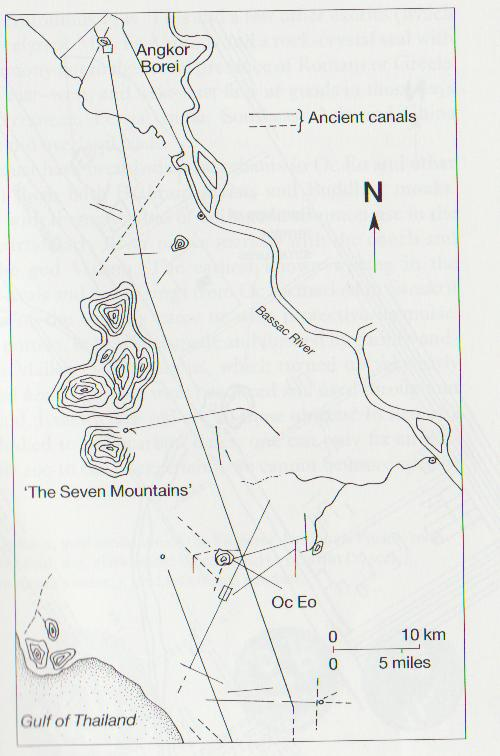
옥에오와 앙코르 보레이를 연결하는 고대 수로

옥에오의 발굴은 프랑스 고고학자들이 항공 사진을 사용하여 이 지역을 발견한 뒤인 1942년 2월 10일에 시작됐다. 첫 발굴은 루이 말레레가 시작했으며, 그는 이곳이 로마 제국 초창기 로마의 대상들이 카티가라라고 부르던 장소라고 보았다. 유적지 규모는 450 헥타르이다.
옥에오는 메콩강 삼각주의 저지대를 통과하는 고대 수로 체계 안에 위치했다. 수로 중 하나는 옥에오를 항구와 연결시켰고 또 다른 하나는 북북동쪽 68km 거리에 있는 앙코르 보레이와 연결시켰다. 옥에오는 한 수로를 통해 세로로 나뉘어 있으며, 가로지르는 수로 4개가 있는데, 이를 따라 기둥으로 지지되어 있는 주택들이 있었을 것이다.
옥에오의 물질 문화를 반영하는 유적지들은 베트남 남부 전역에 퍼져있으나, 메콩강 삼각주의 남쪽과 호치민시 서쪽에 대부분이 집중되어 있다. 옥에오를 제외한 가장 뛰어난 유적지는 띠엔강 북쪽의 탑므어이현에 있는데 그곳엔 다른 유물들과 함께 산스크리트어 글귀가 있는 6세기의 석비가 발견됐다.
1958년의 항공 사진에서 메콩강 지류가 부남 시절에는 따 께오와 근접한 타이만으로 흘러간다는 것이 밝혀졌으며, 이 당시에는 따 께오가 물가에 있었으나 매몰의 결과로 인하여 바다와 어느 정도 거리를 두게 되었다. 이 시기, 따 께오는 수로를 통해 옥에오와 연결되어, 타이만으로 향할 수 있었다. 항공 사진에서 밝혀진 메콩강 지류는 프톨레마이오스가 지리학'에서 '코티아리스'(Cottiaris)'라 부르던, 메콩강의 서쪽 지류라고 언급된 만 일 것이다. 프톨레마이오스의 지리학에서 카티가라는 산스크리트어인 '코티나가라' (강한 도시) 혹은 '키르티나가라' (유명한도시)에서 비롯한 것일 수 있다.

## 유물

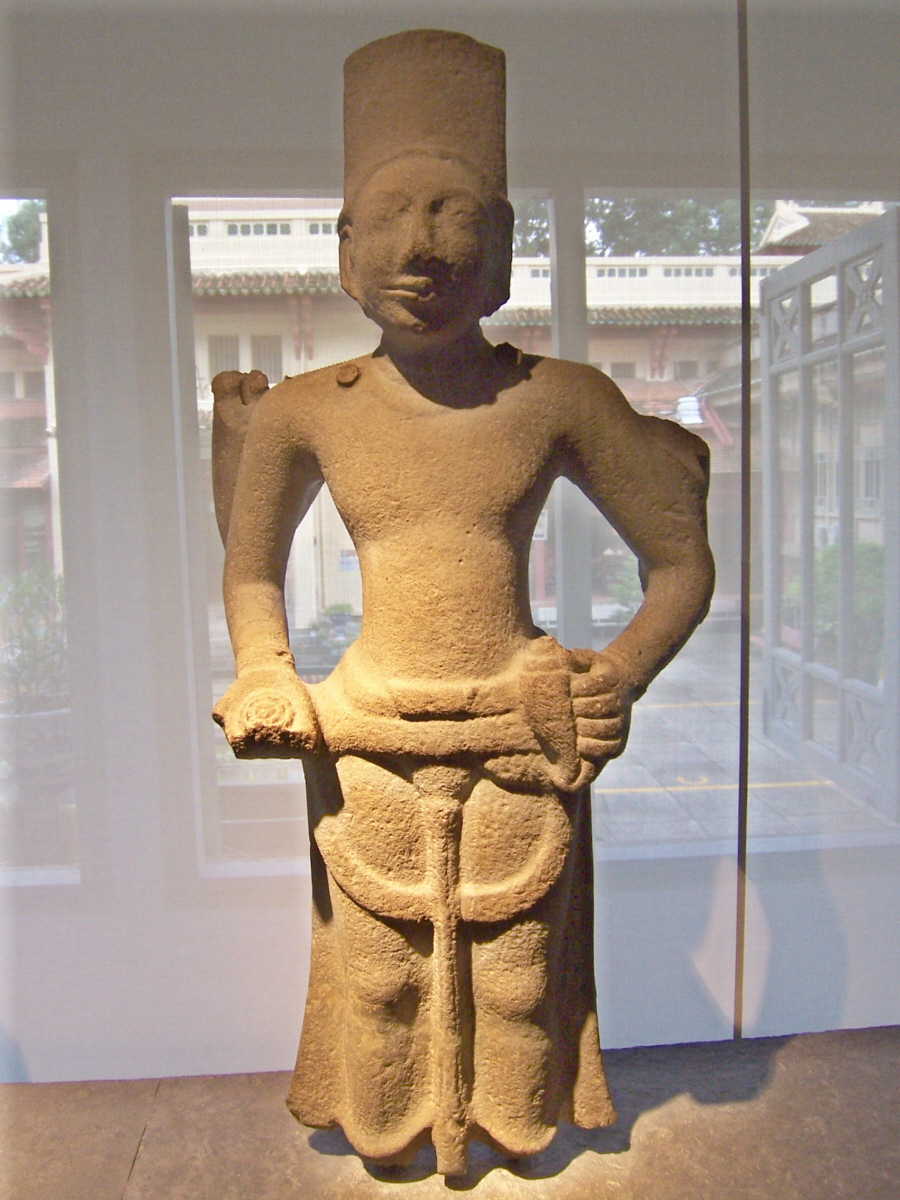
옥에오에서 발견된 서기 6-7세기의 것으로 보는 인도 토착신 비슈누의 조각상 (호찌민시 역사박물관 소장)

옥에오에서 발견된 유물들에는 자기류, 공구류, 장신구, 장신구를 제작하기 위한 주물, 주화, 종교적 조각상 등이 있었다. 발견된 것들에는 안토니누스 시기 로마 제국의 주화를 모방한 금제 장신구도 있었다.:279 안토니누스 피우스, 그리고 그의 후계자인 마르쿠스 아우렐리우스 것으로 추정되는, 로마의 금제 메달들이 옥에오에서 발견됐는데, 이 근처는 중국이 지배하던 교주이고 중국 역사 문헌에서 166년에 외교 활동을 위해 중국에 가기 앞서 처음 도착한 지역이라 주장하는 곳이다. 많은 유물들이 수집되고 있으며 호치민시의 역사 박물관에서 전시 중이다.
말레레가 옥에서 발견한 주화들에는 분명히 프놈에서 주조된, 함사 혹은 베트남 뿔청란의 형상을 담은 은화 8개가 있다.

## 옥에오와 프놈

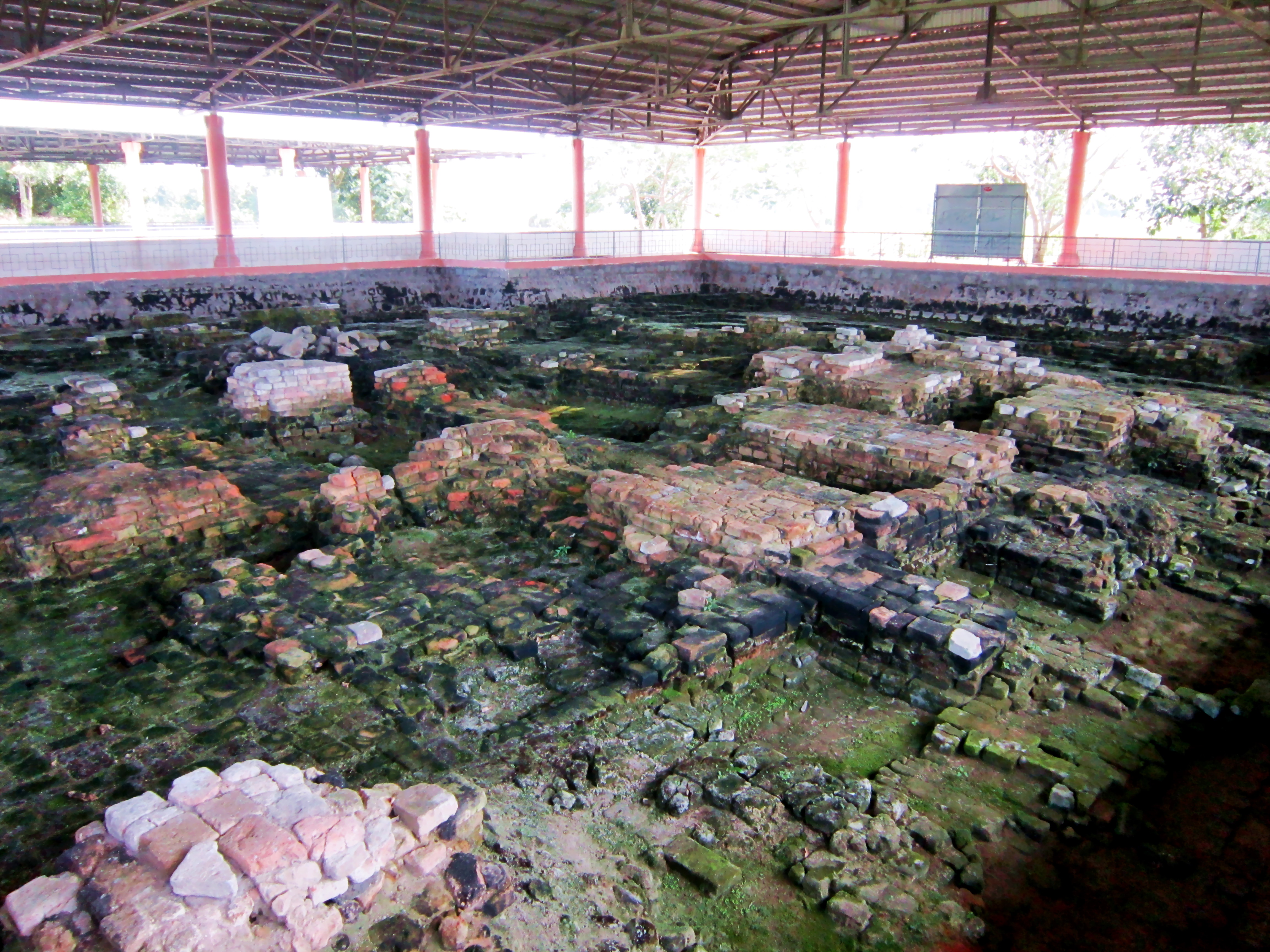
옥에오 유적지

옥에오는 기원전 2세기와 서기 12세기 사이 메콩강 삼각주에서 번성했던 옛 부남의 일부였을 것으로 여겨진다. 부남은 중국의 외교관 그리고 여행가들의 증언, 중국의 궁전에 방문한 외국 대사들 (부남을 포함)의 자료를 통해 기록된 고대 중국 역사가들, 특히나 왕조 역사서 저술가들의 저서를 통해 알려져 있다. 실제로, 푸난이란 이름 자체는 중국 역사서에서 만들어진 것으로, 고대 베트남 혹은 캄보디아의 고문자 기록물에 등장하지 않는다. 그러나 중국의 사서들로부터, 중국에서 부른 '푸난'이란 정체(政體)가 메콩강 삼각주 지역에 위치했던 지배적인 정체였던 것은 분명할 수 있다. 결과적으로, 부남 시기로 추정되는 옥에오에서 발견된 고고학적 발견물들은 옛 부남과 동일한 것으로 본다. 옥에오와 관련된 지역들에서의 발견물들은 부남의 물질 문화를 위한 주요 자료이다.
베트남 고고학자이자 역사가인 하 반 떤은 현재의 지식 토대에서는 옥에오를 대표로 하는, 메콩강 삼각주에서 짜오프라야강 삼각주를 통해 버마까지 널리 퍼진, 부남 문화의 존재를 입증하는 것이 불가능하다고 썼다: "이 지역들에서 나온 장신구와 문장들같이 유사한 유물들의 존재는 단순히 교역과 교환의 결과물로, 동시에 각 유적지들은 고유의 문화적 발전의 신호들을 품고 있었다." 그는 푸난이라는 이름의 왕국과 관련된 완전한 크메르 기록이 부족하다는 관점에서, '푸난'이라는 이름의 사용에 대해 '아닌디타푸라'(Aninditapura), '바바푸라'(Bhavapura), '슈레스타푸라'(Shresthapura), '뱌다푸라'(Vyadhapura) 등 당시 이 지역의 도시들에서 사용됐고 고대 크메르 영토에 대한 정확한 지리에 관한 한층 정확한 견해를 제공하는 이름들을 우선으로 하고, 버려져야 한다는 클로드 자크의 관점을 지지했다. 하 반 떤은 신석기 말 또는 금속 시대 초 때부터, 옥에오가 점차 메콩강 삼각주의 경제와 문화 중심지로 부상했고, 동남아 해상무역에 중요한 지점에 위치하여, 수공업자와 무역업자 들의 교류 장소가 됐으며, 이런 점은 특히 인도등 외국의 영향을 받으며 도시화를 위한 적절한 상태를 제공하여 결과적으로 내부 발전을 자극했다고 주장했다.
부남은 고대 인도 문헌에서 수완나푸미라고 일컬어진 동남아 지역의 일부로, 이 명칭이 처음으로 부여된 지역일 수 있다.

## 참고 문헌
- Albert Herrmann, "Der Magnus Sinus und Cattigara nach Ptolemaeus", Comptes Rendus du 15me Congrès International de Géographie, Amsterdam, 1938, Leiden, Brill, 1938, tome II, sect. IV, Géographie Historique et Histoire de la Géographie, pp. 123–8. English translation at
- Albert Herrmann, "South-Eastern Asia on Ptolemy’s Map", Research and Progress: Quarterly Review of German Science, vol.V, no.2, March–April 1939, pp. 121–127, p. 123.
- Albert Herrmann, Das Land der Seide und Tibet in Lichte der Antike, Leipzig, 1938, pp. 80, 84.
- Louis Malleret, L’Archéologie du delta du Mékong, Tome Troisiéme, La culture du Fu-nan, Paris, 1962, chap.XXV, "Oc-Èo et Kattigara", pp. 421–54.
- John Caverhill, "Some Attempts to ascertain the utmost Extent of the Knowledge of the Ancients in the East Indies", Philosophical Transactions, vol.57, 1767, pp. 155–174.
- Adhir K. Chakravarti, "Early Sino-Indian Maritime Trade and Fu-Nan", D.C. Sircar (ed.), Early Indian Trade and Industry, Calcutta, University of Calcutta Centre of Advanced Study in Ancient Indian History and Culture, Lectures and Seminars, no. VIII-A, part I, 1972, pp. 101–117.
- George Cœdès, "Fouilles en Cochinchine: Le Site de Go Oc Eo, Ancien Port du Royaume de Fou-nan", Artibus Asiae, vol.10, no.3, 1947, pp. 193–199.
- George Coedès, review of Paul Wheatley, The Golden Khersonese (Kuala Lumpur, 1961), in T'oung Pao 通報, vol.49, parts 4/5, 1962, pp. 433–439.
- George Coedès, "Some Problems in the Ancient History of the Hinduized States of South-East Asia", Journal of Southeast Asian History, vol.5, no.2, September 1964, pp. 1–14.
- Albrecht Dihle, "Serer und Chinesen", in Antike und Orient: Gesammelte Aufsätze, Heidelberg, Carl Winter, 1984, S.209.
- J.W. McCrindle, Ancient India as described by Ptolemy, London, Trubner, 1885, revised edition by Ramachandra Jain, New Delhi, Today & Tomorrow's Printers & Publishers, 1974, p. 204:
- George E. Nunn, ‘The Three Maplets attributed to Bartholomew Columbus’, Imago Mundi, 9 (1952), 12–22, page 15; and Helen Wallis, ‘What Columbus Knew’, History Today, 42 (May 1992), 17–23.
- Quoted in J.M. Cohen (ed.), The Four Voyages of Christopher Columbus, Harmondsworth, Penguin, 1969, p. 287.
- Ha Van Tan, "Oc Eo: Endogenous and Exogenous Elements", Viet Nam Social Sciences, 1-2 (7-8), 1986, pp. 91–101.
- R. Stein, "Le Lin-yi 林邑, sa localisation, sa contribution à la formation de Champa et ses liens avec la Chine", Han-Hiue 漢學, Bulletin du Centre d’Études sinologiques de Pékin, vol.II, pts.1-3, 1948, pp. 115, 122–3.
- R. Stein, review of Albert Herrmann, Das Land der Seide und Tibet im Lichte der Antike (Leipzig, 1938), in Bulletin de l’École Française d’ Extrême-Orient, tome XL, fasc.2, 1940, p. 459.
- Paul Lévy, "Le Kattigara de Ptolémée et les Étapes d’Agastya, le Héros de l’Expansion Hindoue en Extrême-Orient", in XXIe Congrès Internationale des Orientalistes, Paris, 1948, Actes, Paris, Société Asiatique de Paris, 1949, p. 223.
- Paul Demiéville, review of R. Stein, "Le Lin-yi 林邑", (Han-Hiue 漢學, vol.II, pts.1-3, 1948), in T'oung Pao 通報, vol.40, livres 4/5, 1951, pp. 336–351, n.b. pp. 338, 341.
- Paul Lévy, "Recent Archaeological Researches by the École Français d’Extrême Orient, French Indo-China, 1940–1945", in Kalidas Nag (ed.), Sir William Jones: Bicentenary of his Birth Commemoration Volume, 1746–1946, Calcutta, Royal Asiatic Society of Bengal, 1948, pp. 118–19; paraphrased in R. C. Majumdar, Ancient Indian colonisation in South-East Asia, Baroda, B.J. : Sandesara, 1963, pp. 12–13.
- Pierre-Yves Manguin, "The archaeology of Fu Nan in the Mekong River Delta: the Oc Eo culture of Viet Nam ", in Nancy Tingley and Andreas Reinecke,  Arts of ancient Viet Nam: from River Plain to Open Sea, Houston, Museum of Fine Arts, 2009, pp. 100–118.
- Phạm Dức Mạnh, History of the South from the Original Advent of Civilization & Basic Material Relating to the Kingdom of Funan; Traditional Oc Eo Culture – Later Oc Eo (Research Material), Ho Chi Minh City, Ho Chi Minh City National University Faculty of Social Science & Literature, 2009.
- Paul Wheatley, prefatory essay in Albert Herrmann, An historical atlas of China, Edinburgh, Edinburgh University Press, 1966, p.xxviii.
- Srisakra Vallibotama and Dhida Saraya, "South-East Asia from ad 300 to 700: Oc-éo", in Sigfried J. de Laet, History of Humanity, London, New York and Paris, Routledge and Unesco, Volume III, 1996, Joachim Herrmann and Erik Zürcher (eds.), From the Seventh Century BC to the Seventh Century AD, pp. 428–29.
- John N. Miksic, Singapore & the Silk Road of the Sea, 1300-1800, Singapore, NUS Press, 2014, pp.33-37, 45-56.